# Mika (zanger)
Michael Holbrook Penniman (Beiroet, 18 augustus 1983), beter bekend als Mika (uitgesproken als: ['mi·ka]; 'Mie-kaa'), is een Libanees-Britse zanger. In 2007 brak hij wereldwijd door met hits van zijn album Life in Cartoon Motion. In Nederland scoorde hij met Relax, Take It Easy een nummer 1-hit, net als in de Vlaamse Ultratop 50. Hij noemt Marc Bolan en David Bowie als zijn grote inspiratiebronnen.

## Biografie

### Achtergrond en familie
Mika is de middelste van vijf kinderen van een Libanese moeder en Amerikaanse vader. Hij heeft één broer (Fortuné) en drie zussen (Paloma, Yasmine en Zuleika Allegra). Hij verliet Libanon toen hij nog erg jong was en woonde een tijd in Parijs. Op negenjarige leeftijd verhuisde Mika naar Londen. Hier ging hij naar school op het Lycée Français Charles de Gaulle, Westminster School en de Royal College of Music, waarmee hij stopte om zijn debuutalbum op te nemen.
Zijn zussen Yasmine en Paloma waren samen met zijn moeder, Joannie Penniman, Mika's stylistes. Yasmine heeft, onder de naam "DaWack", Mika geholpen met het tekenen van de album- en singlecovers. Ook doen zijn broer en zussen achtergrondstemmen op het album. Paloma doet dit voor Big Girl (You Are Beautiful), Zuleika voor Lollipop.
Sinds Mika's muzikale doorbraak werd er gespeculeerd over zijn seksuele voorkeur. In een interview uit 2009 liet hij weten een hekel te hebben aan labels, maar dat als het dan toch moest, men hem maar biseksueel moest noemen. In 2012 gaf hij in een interview met Instinct Magazine echter aan homoseksueel te zijn en dat de nummers op zijn dat jaar verschenen album The Origin of Love over relaties met een man gaan.

### Muzikale doorbraak
Als eerste single van Mika's debuutalbum Life in Cartoon Motion werd Relax, Take It Easy uitgebracht. Dit nummer behaalde in eerste instantie geen succes. Opvolger Grace Kelly werd de doorbraak van de zanger, in de Britse UK Singles Chart kwam het nummer op nummer 1. In vijf andere landen scoorde Mika ook een nummer 1-hit. In de Mega Top 50 stond het liedje 1 week op de eerste plaats. In de Single Top 100 en de Top 40 kwam het nummer niet hoger dan nummer 4. Hij schreef het nummer als "wraakactie" op alle platenlabels die in Mika geen toekomst zagen. Hij noemt dit nummer zijn "fuck you-song". Door het grote succes van Grace Kelly werd in verschillende landen, waaronder Nederland, Relax, Take It Easy opnieuw uitgebracht. Hiermee scoorde hij een nummer 1-hit in onder meer Nederland (alle 3 hitlijsten), België en Frankrijk. In de week dat Relax, Take It Easy op de eerste plaats belandde in Nederland was zijn album het best verkochte van Nederland.
Naast deze twee grote hits bracht Mika ook de singles Big Girl (You Are Beautiful), Happy Ending, Lollipop en Love Today uit.
Op 11 november 2007 gaf hij een concert in de Heineken Music Hall te Amsterdam. Het concert, waarbij hij alle nummers zong van zijn debuutalbum Life in Cartoon Motion, was volledig uitverkocht. Ook zijn concert in België, in Vorst Nationaal, was uitverkocht. Op 8 juli 2008 stond Mika weer in Amsterdam voor een concert, maar deze keer in de Westergasfabriek, in het Westerpark. Mika speelde op 3 juli 2008 ook op Rock Werchter in België, nadat hij het jaar voordien onverwacht had afgezegd.
Tijdens Lowlands 2007 kreeg Mika zijn eerste gouden plaat uitgereikt voor het album Life in Cartoon Motion. Mika verkocht meer dan 35.000 exemplaren van het album in Nederland. In België heeft het album de platina status, hij verkocht meer dan 60.000 exemplaren van het album.
Bij de Brit Awards 2008 won Mika de prijs voor "British breakthrough" (Britse doorbraak). Ook op de Britse Capital Awards viel Mika twee keer in de prijzen. Hij werd "Best UK male" en zijn album Life in Cartoon Motion werd "Best UK album". In mei 2008 werd Mika bekroond op de Ivor Novello Awards als "songwriter of the year". Op de Belgische TMF Awards in 2008 won hij "Best Pop".
Op 1 juni 2009 begon Mika aan een akoestische tour die hoorde bij de gelimiteerde release van zijn ep Songs for Sorrow. Een dag later stond hij in het uitverkochte Concertgebouw in Amsterdam. Naast nummers van de ep en van Life in Cartoon Motion liet de zanger tijdens de tournee ook nieuwe nummers horen, zoals Blame It on the Girls, Rain en Good Gone Girl. Deze kwamen te staan op zijn tweede album, alsmede de nummers Toy Boy en Blue Eyes die op de ep stonden.

### Vervolgcarrière
Mika's tweede studioalbum kreeg de titel The Boy Who Knew Too Much en werd op 18 september 2009 uitgebracht. De eerste single van dit album, We Are Golden, was op 30 juli van dat jaar al verschenen. Het album bevat 12 tracks.
Op vrijdag 8 juni 2012 publiceerde Mika zelf via zijn Twitter-kanaal een kortfilm van Canadese vrienden van hem. Zijn nummer Make You Happy vormde de soundtrack. Een week later stelde hij op de Franse radio de single Celebrate voor, een samenwerking met Pharrell Williams. Het was de allereerste single van zijn derde studioalbum, The Origin of Love. Dit album verscheen wereldwijd op 17 september 2012 en bevat een Franstalige bonus-cd, zoals hij zelf al aankondigde bij de release van het nummer Elle me dit.
In aanloop naar zijn album, op vrijdag 27 juli 2012, net voor Mika op het podium gaat voor een concert in de Londense club "Heaven", draaide Jo Whiley na een kort interview al de titeltrack van zijn nieuwe album. Enkele dagen later werd een korte promotietour aangekondigd waarin onder meer België en Nederland werden aangedaan. Op 27 oktober 2012 stond Mika in een uitverkocht Paradiso en zong hij Ik heb je lief samen met Paul de Leeuw toen hij gast was in diens programma Langs de Leeuw.
Van 2014 tot en met 2019 was hij coach in het derde tot en met achtste seizoen van The Voice Frankrijk. Vanaf 2024, seizoen 13, is hij opnieuw coach. 
In juni 2015 bracht Mika zijn vierde album uit: No Place in Heaven. Dit album leverde hem slechts bescheiden successen op.
Na 4 jaar vrijwel zonder nieuwe muziek bracht Mika op 31 mei 2019 de zomerse single Ice Cream uit. Tegelijkertijd kondigde hij zijn album My Name is Michael Holbrook aan, dat uitkwam op 4 oktober 2019. Er volgt ook een tournee door Europa en Noord-Amerika. Op 16 augustus 2019 verscheen de tweede single van zijn vijfde album, genaamd Tiny Love.
Het album werd gepromoot in Noord-Amerika in september 2019 met de Tiny Love Tiny Tour in kleine poppodia in New York, Montreal, San Francisco, Los Angeles en Mexico Stad. Mika verscheen op 11 september 2019 in het Amerikaanse tv-programma "Late Night with Seth Meyers" en voerde "Big Girl" van zijn eerste album op en het nieuwe nummer "Tiny Love".
In oktober 2019 werd Mika gehonoreerd met de Music Award op de Virgin Atlantic Attitude Awards 2019, georganiseerd door het Britse Attitude Magazine in Londen. In een gerelateerd artikel in Attitude merkte Mika op: "Als ik geen muziek had, zou ik mijn seksualiteit niet op dezelfde manier hebben kunnen begrijpen of ermee om kunnen gaan. Het stond altijd centraal in mijn teksten."
Tussen de concerten door maakte Mika verschillende tv-optredens, waaronder: een live-aflevering van X Factor Italia (24 oktober 2019); de finale van The Voice Kids in Frankrijk (oktober 2019); en de live finale van Danse Avec les Stars (23 november 2019). Mika trad ook op bovenop de Eiffeltoren in Parijs als onderdeel van het 130-jarig jubileum in oktober 2019.
Mika startte op 10 november 2019 een wereldwijde tour in Londen, de Revelation Tour. De tour 2019 omvatte concerten in Spanje, Frankrijk, Italië, Zwitserland en België. In 2020 gaat de tour door met stops in Nederland, Luxemburg, Frankrijk en Italië en gaat vervolgens door naar verschillende locaties in Nieuw-Zeeland, Australië, Zuid-Korea en Japan.
In mei 2022 presenteerde Mika samen met Laura Pausini en Alessandro Cattelan het Eurovisiesongfestival in Turijn. Hij trad op in de finale met een medley.
In 2023 verzorgde hij de soundtrack van de Franse film Zodi et Téhu, frères du désert. Het was de eerste keer dat hij een volledige soundtrack schreef en mee componeerde.
Op 1 september 2023 bracht Mika de single C’est la Vie uit.

### Begeleidingsband
In het voorjaar van 2012 raakte via de Twitterkanalen van bandleden bekend dat Mika een totaal nieuwe richting uit wilde en dat hij daarop (voorlopig) de samenwerking met zijn bandleden stopzette en een nieuwe band zou zoeken.
Voormalige bandleden:
- Martin Waugh (gitaar, achtergrondzang),
- Jimmy Sims (bas, achtergrondzang),
- Cherisse Ofosu-Osei (drums, achtergrondzang; voormalig lid van The Faders. Ook bekend als Bang-Bang)
- Dave Whitmey (keyboards, gitaar, achtergrondzang).
- iMMa (achtergrondzang)
- Ida Falk Winland (achtergrondzang)

## Privé
Mika spreekt vloeiend Frans, Engels, Italiaans en Spaans. Daarnaast heeft hij negen jaar lang Mandarijn gevolgd, maar spreekt deze taal minder vlot. Ook spreekt hij een beetje Arabisch in een Libanees dialect.

## Discografie

### Albums
| Album met eventuele hitnotering(en) in de Nederlandse Album Top 100 | Datum van verschijnen | Datum van binnenkomst | Hoogste positie | Aantal weken | Opmerkingen |
| ------------------------------------------------------------------- | --------------------- | --------------------- | --------------- | ------------ | ----------- |
| Life in Cartoon Motion                                              | 13-02-2007            | 17-02-2007            | 1(1wk)          | 63           |             |
| The Boy Who Knew Too Much                                           | 18-09-2009            | 26-09-2009            | 5               | 21           |             |
| The Origin of Love                                                  | 17-09-2012            | 29-09-2012            | 15              | 8            |             |
| No Place in Heaven                                                  | 12-06-2015            | 20-06-2015            | 20              | 4            |             |
| My Name Is Michael Holbrook                                         | 04-10-2019            |                       |                 |              |             |
| Que ta tête fleurisse toujours                                      | 01-12-2023            |                       |                 |              |             |

| Album met hitnotering(en) in de Vlaamse Ultratop 200 albums | Datum van verschijnen | Datum van binnenkomst | Hoogste positie | Aantal weken | Opmerkingen |
| ----------------------------------------------------------- | --------------------- | --------------------- | --------------- | ------------ | ----------- |
| Life in Cartoon Motion                                      | 2007                  | 03-03-2007            | 1(3wk)          | 91*          | 5x Platina  |
| The Boy Who Knew Too Much                                   | 2009                  | 26-09-2009            | 3               | 31           | Platina     |
| The Origin of Love                                          | 2012                  | 29-09-2012            | 7               | 27           |             |
| No Place in Heaven                                          | 2015                  | 27-06-2015            | 9               | 19           |             |
| Sinfonia Pop                                                | 2016                  | 04-06-2016            | 118             | 1            |             |
| Que ta tête fleurisse toujours                              | 01-12-2023            | 09-12-2023            | 73              | 1            |             |

### Singles
| Single met eventuele hitnotering(en) in de Nederlandse Top 40 | Datum van verschijnen | Datum van binnenkomst | Hoogste positie | Aantal weken | Opmerkingen                                                                                  |
| ------------------------------------------------------------- | --------------------- | --------------------- | --------------- | ------------ | -------------------------------------------------------------------------------------------- |
| Grace Kelly                                                   | 05-02-2007            | 17-03-2007            | 4               | 22           | Nr. 4 in de Single Top 100 / nr. 1 in de Mega Top 50                                         |
| Relax, Take It Easy                                           | 11-06-2007            | 21-07-2007            | 1(7wk)          | 18           | Nr. 1 in de Single Top 100 / nr. 1 in de Mega Top 50 / Alarmschijf                           |
| Big Girl (You Are Beautiful)                                  | 26-10-2007            | 20-10-2007            | 4               | 15           | Nr. 6 in de Single Top 100 / nr. 3 in de Mega Top 50 / Alarmschijf                           |
| Happy Ending                                                  | 11-01-2008            | 12-01-2008            | 10              | 14           | Nr. 15 in de Single Top 100 / nr. 7 in de Mega Top 50 / Alarmschijf                          |
| Lollipop                                                      | 2008                  | 03-05-2008            | 13              | 12           | Nr. 20 in de Single Top 100 / nr. 14 in de Mega Top 50                                       |
| Love Today                                                    | 2008                  | 06-09-2008            | 25              | 5            | Nr. 90 in de Single Top 100 / nr. 31 in de Mega Top 50                                       |
| We Are Golden                                                 | 20-07-2009            | 08-08-2009            | 20              | 9            | Nr. 15 in de Single Top 100 / nr. 8 in de Mega Top 50                                        |
| Rain                                                          | 28-09-2009            | 31-10-2009            | 24              | 6            | nr. 22 in de Mega Top 50                                                                     |
| Kick Ass (We Are Young)                                       | 19-04-2010            | 17-04-2010            | tip5            | -            | met RedOne                                                                                   |
| Celebrate                                                     | 11-06-2012            | 08-09-2012            | 35              | 5            | met Pharrell Williams / Nr. 75 in de Single Top 100 / nr. 39 in de Mega Top 50 / Alarmschijf |
| Popular Song                                                  | 2013                  | -                     |                 |              | met Ariana Grande / Nr. 92 in de Single Top 100                                              |

| Single met hitnotering(en) in de Vlaamse Ultratop 50 | Datum van verschijnen | Datum van binnenkomst | Hoogste positie | Aantal weken | Opmerkingen                                         |
| ---------------------------------------------------- | --------------------- | --------------------- | --------------- | ------------ | --------------------------------------------------- |
| Grace Kelly                                          | 2007                  | 03-03-2007            | 2               | 32           | Nr. 2 in de Radio 2 Top 30                          |
| Relax, Take It Easy                                  | 2007                  | 26-05-2007            | 1(2wk)          | 38           | Nr. 1 in de Radio 2 Top 30                          |
| Love Today                                           | 2007                  | 15-09-2007            | 4               | 20           | Nr. 3 in de Radio 2 Top 30                          |
| Big Girl (You Are Beautiful)                         | 2007                  | 01-12-2007            | 5               | 18           | Nr. 3 in de Radio 2 Top 30                          |
| Happy Ending                                         | 2008                  | 08-03-2008            | 11              | 19           | Nr. 2 in de Radio 2 Top 30                          |
| Lollipop                                             | 2008                  | 12-07-2008            | 24              | 8            | Nr. 8 in de Radio 2 Top 30                          |
| We Are Golden                                        | 2009                  | 29-08-2009            | 9               | 10           | Nr. 1 in de Radio 2 Top 30                          |
| Rain                                                 | 2009                  | 14-11-2009            | 5               | 14           | Nr. 5 in de Radio 2 Top 30                          |
| Blame It on the Girls                                | 2009                  | 06-03-2009            | 28              | 4            | Nr. 9 in de Radio 2 Top 30                          |
| Kick Ass (We Are Young)                              | 2010                  | 15-05-2010            | 8               | 15           | met RedOne / Nr. 3 in de Radio 2 Top 30             |
| Elle me dit                                          | 11-07-2011            | 27-08-2011            | 9               | 15           | Nr. 3 in de Radio 2 Top 30 / Goud                   |
| Celebrate                                            | 2012                  | 23-06-2012            | tip3            | -            | met Pharrell Williams / Nr. 15 in de Radio 2 Top 30 |
| Underwater                                           | 2012                  | 27-10-2012            | tip7            | -            | Nr. 23 in de Radio 2 Top 30                         |
| Popular Song                                         | 2013                  | 09-02-2013            | tip8            | -            | met Ariana Grande                                   |
| Origin of Love                                       | 2013                  | 08-06-2013            | tip16           | -            |                                                     |
| Boum Boum Boum                                       | 2014                  | 28-06-2014            | tip14           | -            |                                                     |
| Talk About You                                       | 2015                  | 11-04-2015            | tip8            | -            |                                                     |
| Staring at the Sun                                   | 2015                  | 15-08-2015            | tip27           | -            |                                                     |
| Wonderful Christmastime                              | 2016                  | 10-12-2016            | tip23           | -            |                                                     |
| Sound of an Orchestra                                | 2019                  | 26-01-2019            | tip             | -            |                                                     |

### NPO Radio 2 Top 2000
| Nummers met noteringen in de NPO Radio 2 Top 2000 | '07 | '08  | '09  | '10  | '11  | '12  | '13  | '14  | '15  | '16-'20 | '21  | '22  | '23  | '24  |
| ------------------------------------------------- | --- | ---- | ---- | ---- | ---- | ---- | ---- | ---- | ---- | ------- | ---- | ---- | ---- | ---- |
| Big Girl                                          | -   | -    | 1339 | -    | -    | -    | -    | -    | -    | -       | -    | -    | -    | -    |
| Grace Kelly                                       | 364 | 1606 | 670  | 1017 | 1449 | 1401 | 1578 | 1845 | 1986 | -       | 1586 | 1446 | 1745 | 1785 |
| Relax, Take It Easy                               | 188 | 1080 | 965  | 1326 | 1885 | 1851 | -    | -    | -    | -       | -    | -    | -    | -    |

1. ↑  Een '-' betekent dat het nummer niet was genoteerd en een vetgedrukt getal geeft de hoogste notering van een nummer aan.
2. ↑  2007 was het eerste jaar met een notering voor Mika.

### Dvd's
| Dvd's met hitnoteringen in de Nederlandse Music Top 30 | Datum van verschijnen | Datum van binnenkomst | Hoogste positie | Aantal weken | Opmerkingen |
| ------------------------------------------------------ | --------------------- | --------------------- | --------------- | ------------ | ----------- |
| Live in Cartoon Motion                                 | 2007                  | 24-11-2007            | 5               | 16           |             |
| Mika ❤ Paris - Live à Bercy                            | 2016                  | 07-01-2017            | 25              | 1            |             |

- Live in Cartoon Motion, november 2007
  - Hele concert in het Olympia stadion in Parijs
  - Documentaire A Long Way from Home, over Mika's wereldwijde tour
  - Videoclips van Grace Kelly, Love Today, Big Girl (You Are Beautiful), Relax (Take It Easy) en Happy Ending
  - Akoestische versies van Grace Kelly, Everybody's Talkin' (cover van Harry Nillson) en Love Today
  - Verborgen animatiefilmpjes
- Live Parc des Princes Paris, november 2008
  - Hele concert in het Parc des Princes stadion in Parijs
  - Documentaire Making of the Parc Des Princes show
  - Videoclip van Lollipop
  - Grace Kelly op Jools Holland's Hootenanny

- Bibsys: 8054901
- Bibliothèque nationale de France: cb155191727 (data)
- Gemeinsame Normdatei: 135470692
- International Standard Name Identifier: 0000 0001 1445 0086
- Library of Congress Control Number: no2007136247
- MusicBrainz: 8a9ac1cb-faae-434e-8d60-b139a3707dfc
- Nationale Bibliotheek van Tsjechië: js20070713008
- Nederlandse Thesaurus van Auteursnamen: 305351427
- Istituto Centrale per il Catalogo Unico: UM1V022171
- Système universitaire de documentation: 147403677
- Virtual International Authority File: 56919508